# Pacte scolaire
Le Pacte scolaire est l'accord politique conclu en novembre 1958 en Belgique entre le Parti Social Chrétien (P.S.C.), le Parti socialiste belge (P.S.B.) et le Parti Libéral (tous trois unitaires à l'époque) pour mettre fin aux litiges et controverses qui opposaient catholiques et laïcs au terme de la deuxième guerre scolaire. Il est coulé en norme de droit positif au terme de la loi du 29 mai 1959 « modifiant certaines dispositions en matière d'enseignement ».

## Contexte historique
En 1958, catholiques (trouvant relais au travers du P.S.C.) et laïcs (trouvant relais au travers du P.S.B. et du Parti Libéral) s'opposent depuis au moins 1950, en particulier sur le financement public respectif de l'enseignement libre et de l'enseignement officiel (public). Le résultat des élections législatives de 1958, qui empêche la formation d'une coalition homogène, soit catholique soit laïque, contraint à résoudre cette opposition récurrente par un compromis. Il en va d'un « acte de raison », débouchant sur l'adoption d'une « loi de compromis ».

## Conclusion du Pacte
Le Pacte scolaire est issu de travaux réalisés du 8 août 1958 au 10 septembre 1958 par la Commission scolaire nationale et des négociations développées ensuite entre le P.S.C. de Theo Lefevre, le P.S.B. de Max Buset et les libéraux de Roger Motz.  Il fut ratifié, concomitamment, le 16 novembre 1958, par le congrès extraordinaire du P.S.C. (à l'unanimité), le congrès du P.S.B. (par 659 voix pour, 231 voix contre et 18 abstentions) et par le Comité permanent du Parti Libéral (par 117 voix pour, 6 contre et 4 abstentions). Il est signé solennellement par les représentants des trois partis le 20 novembre 1958, au cabinet du Premier Ministre Gaston Eyskens.    
Il est, en premier lieu, un contrat signé entre les trois grands partis politiques belges de l'époque. Au regard des tendances accusées successivement par les gouvernements catholiques et laïcs de la période de la deuxième guerre scolaire à favoriser les réseaux d'enseignements respectivement libre et officiel, le Pacte scolaire tend à se présenter politiquement comme le résultat d'un jeu politique à sommes nulles.

## Nature juridique
Le Pacte scolaire ne constitue pas une loi. Il sera traduit en dispositions de droit positif par la loi du 29 mai 1959 « modifiant certaines dispositions en matière d'enseignement ». Il est cependant tenu pour constituer une norme para-légale énonçant « des normes considérées comme légitimes » qui, quoiqu'elles n'émanent pas de l'État, sont appréhendées comme formulées par des personnes habilitées à s'exprimer au nom d'un ou de plusieurs groupements institutionnalisés et comme exposant à sanctions en cas de transgression.

## Objectifs
Le Pacte scolaire tend tout à la fois à instaurer la paix scolaire, à protéger les conceptions philosophiques,  à garantir la liberté d'enseignement et notamment le libre choix des parents, à promouvoir l'extension et la démocratisation de l'enseignement  et à promouvoir la neutralité de l'enseignement officiel'.  Le propos est de déterminer la politique à suivre en matière d'enseignement. 

## Champ d'application
Lors de son adoption, la loi du Pacte scolaire s'applique à l'enseignement maternel, primaire et secondaire (mais non à l'enseignement supérieur).  

## Contenu

### Gratuité de l'enseignement
S'agissant de l'enseignement obligatoire, le Pacte scolaire tend à consacrer la gratuité de l'enseignement, tant dans l'enseignement de l'État que dans l'enseignement (libre) subventionné.

### Distinction nette entre enseignement officiel et enseignement libre
Le Pacte scolaire induit une séparation claire entre l'enseignement libre et l'enseignement officiel.  La loi du Pacte scolaire établit dès lors une distinction nette entre, d'une part, les écoles officielles (organisées par l'État, les provinces, les communes, les associations de communes et par toutes autres personnes de droit public) et, d'autre part, les autres écoles (les « écoles qui ne sont pas officielles »), dites « libres ».

### Liberté pédagogique des pouvoirs organisateurs
Le Pacte scolaire consacre la liberté des pouvoirs organisateurs (tant publics que libres) s'agissant des méthodes pédagogiques. Ils doivent cependant respecter un programme (identique) et un horaire minimum (identique).

### Identité des règles régissant les sanctions des études
Le Pacte scolaire consacre que les règles régissant les sanctions des études seront identiques, tant s'agissant de l'enseignement officiel que s'agissant de l'enseignement privé.

### Interdiction des activités politiques au sein des établissements scolaires
Le Pacte scolaire tend à interdire les activités politiques au sein des établissements scolaires.

### Interdiction de la concurrence déloyale entre les établissements scolaires
Le Pacte scolaire tend à interdire la concurrence déloyale entre les établissements scolaires.  Elle prévoit que « la propagande en faveur d'un enseignement doit rester objective et exempte de toute attaque contre un autre enseignement ».

### Droit de libre choix (effectif) et ses corollaires

#### Principe
Sous le titre de « Le respect du libre choix », la loi du Pacte scolaire consacre explicitement le « droit des parents de choisir le genre d'éducation de leurs enfants » et que celui-ci implique « la possibilité de disposer à une distance raisonnable d'une école correspondant à  leur choix ». La question du libre choix apparaît donc, au terme du Pacte scolaire, avoir pour objet (au moins essentiel) de permettre la liberté de choix religieux ou philosophique.

#### Droit et obligation pour l'État de créer ses propres écoles là où elles font défaut
L'article 17 de la Constitution de 1831 consacrait : « L'enseignement est libre; toute mesure préventive est interdite : la répression des délits n'est réglée que par la loi.  L'instruction publique donnée aux frais de l'État est également réglée par la loi ». L'interprétation du rôle (supplétif ou non) par là attribué à l'État était au centre des tensions qui avaient animé la deuxième guerre scolaire. Le Pacte scolaire tend à résoudre la difficulté en consacrant que « l'État organise un enseignement gardien, primaire, normal, technique, artistique et spécialisé et crée, là où le besoin s'en fait sentir, les établissements et sections d'établissements nécessaires à cet effet ».

#### Dispositions financières - système de subventionnement
Le Pacte scolaire consacre qu'il incombe à l'État de subventionner les établissements et les sections d'établissements répondant aux normes légales organisées tant par les provinces que par les communes et les personnes privées. La loi du Pacte scolaire consacre à cet égard le principe de l'autonomie et de la responsabilité financière des pouvoirs organisateurs (tant publics que privés) s'agissant des frais de l'instruction dispensés par eux. En même temps, elle met en place, en faveur des établissements de l'enseignement libre subventionné, un système de subventions-traitements (soit le règlement par l'État des traitements du personnel desdits établissements, dans les cas et conditions prévus par la  loi) et de subventions de fonctionnement, annuelles et forfaitaires, destinées à « couvrir les frais afférents au fonctionnement et l'équipement » des établissements et des internats et à la distribution gratuite de manuels scolaires aux élèves soumis à  l'obligation scolaire. Le règlement de ces subventions est évidemment soumis à conditions et à contrôles, organisés par arrêté royal.
Les pouvoirs organisateurs de l'enseignement libre subventionné sont tenus d'accorder aux membres laïcs (non religieux) de leurs établissements des rétributions au moins égales aux subventions-traitements accordées par l'État du chef de ceux-ci. Ils sont libres d'accorder, sur fonds propres, des suppléments.  Cependant, les subventions de fonctionnement ne peuvent être utilisées par les établissements de l'enseignement libre afin d'allouer aux membres de leur personnel des suppléments au regard des traitements obtenus par leurs homologues de  l'enseignement officiel.

### Commission du Pacte
Aux fins de régler les litiges et de « proposer éventuellement au Ministre de l'Instruction Publique les mesures à prendre », le Pacte scolaire prévoit l'institution d'une commission à cet effet. La loi du Pacte scolaire mettra en place à cet égard une « Commission chargée de connaître de toutes les demandes relatives aux infractions » aux interdictions de développement dans les écoles d'activités commerciales ou de propagande politique ainsi que de toutes pratiques déloyales, usuellement dénommée « Commission du Pacte scolaire ».

## Possibilité de révision du Pacte
La possibilité de révision du Pacte scolaire est prévue au terme de sa 31e résolution.

## Effets et devenir du Pacte depuis 1959
Le premier effet de la conclusion du Pacte scolaire est évidemment de mettre fin à la deuxième guerre scolaire, de désamorcer « un affrontement majeur du moment ». Il favorise une  « déconfessionnalisation relative des affrontements et des regroupements politiques », dont les énergies seront dès lors libérées en faveur d'autres objets, contribuant par là à donner une plus grande acuité aux problèmes linguistiques.
Postérieurement à la conclusion du Pacte scolaire et à l'adoption de la loi du 29 mai 1959, la Commission Permanente du Pacte scolaire a adopté plusieurs résolutions tendant à préciser certains aspects du Pacte scolaire. La loi du 29 mai 1959  « modifiant certaines dispositions en matière d'enseignement » a fait l'objet, depuis son adoption, de plusieurs modifications. De nombreux arrêtés royaux ont été adoptés pour l'exécuter. D'innombrables circulaires ministérielles sont venues en préciser et/ou en interpréter les différents points. Ses principes fondamentaux n'ont cependant pas été remis en cause.
Le 4 octobre 1973, les partis signataires du Pacte scolaire, selon la même démarche que celle observée en 1958, vont conclure un protocole réaffirmant leurs volonté à respecter ses principes et son esprit, en se déclarant « liés par ses résolutions tant qu'elles n'auront pas été modifiées par un nouvel accord ».  
Au terme de la réforme constitutionnelle de 1988, les principes fondamentaux du Pacte scolaire se trouvent coulés en force de norme fondamentale, au terme de l'article 24 (nouveau) de la Constitution (remplaçant l'ancien article 17 de la Constitution). 
Postérieurement au Pacte scolaire, la population scolaire va croître de manière considérable. Le Pacte scolaire ne parviendra pas à résoudre toutes difficultés, notamment en matière de financement de l'enseignement et de gratuité de l'enseignement,.
Au terme d'un arrêt du 12 mars 2015, la Cour Constitutionnelle a consacré que, interprété « comme n'impliquant pas le droit pour un parent d'obtenir sur simple demande, non autrement motivée, une dispense pour son enfant de suivre l'enseignement d'une des religions reconnues ou celui de la morale non confessionnelle, l'article 8 de la loi du 29 mai 1959 modifiant certaines dispositions de la législation de l'enseignement » violait (notamment) les articles 19 et 24 de la Constitution, et l'article 2 du Premier Protocole additionnel à la Convention européenne des droits de l'homme, remettant par là en cause le présupposé du Pacte scolaire d'un choix à opérer (uniquement) entre cours de religion (reconnu) et cours de morale laïque.

## Législation
- Loi du 29 mai 1959 modifiant certaines dispositions en matière d'enseignement, M.B., 19 juin 1959, p. 4586 e.s.

## Jurisprudence
- Arrêt no 34/2015 de la Cour Constitutionnelle du 12 mars 2015.